# Pieter Martinus Beijen
Pieter Martinus Beijen (Benschop, 1 december 1901 - Noordwijk, 25 juni 1977) was onderwijzer, sportman en organisator, en is onder andere bekend geworden als een van de oprichters van de Nederlandse Volleybalbond.

Pieter Martinus (roepnaam Piet) was een zoon van Gerrit Beijen, die onder andere boer, jachtopziener en gemeenteontvanger was in Benschop, en Wijntje Hartman. Hij behoorde tot de IJsselsteinse familie Beijen.

## Onderwijzer in Gouderak
Piet Beijen werd na zijn kweekschoolopleiding, toen hij nog maar 20 jaar oud was, benoemd tot onderwijzer aan de openbare lagere school in Gouderak. Hij was daar een populaire leerkracht die vooral veel aandacht gaf aan de lichamelijke opvoeding. Hij was ook erg actief in de plaatselijke gymnastiek- en atletiekvereniging THOR (Tot Heil Onzer Ribbenkast). Niet alleen stimuleerde hij dat er een betere accommodatie kwam, hij deed ook zelf veel aan sport: aan hardlopen en kogelstoten, maar ook aan andere dingen zoals slingerbal, een inmiddels geheel vergeten sport.

## Overstap naar Den Haag
Naast zijn andere bezigheden bleef Piet Beijen ook studeren. In 1924, twee jaar na zijn benoeming in Gouderak, slaagde hij voor de hoofdakte. Dat betekende niet dat hij ook schoolhoofd werd: daarvoor waren er veel te weinig vacatures. Wel werd hij in 1927 benoemd tot onderwijzer op een school in Den Haag. 
Hij bleef wel nauw betrokken bij het dorp Gouderak. Daarbij zal een rol hebben gespeeld dat hij verkering had gekregen met de Gouderakse Geertje Maria Oskam. Hij kwam wekelijks van Den Haag naar Gouderak en bleef ook sporten bij THOR. Hij won vooral veel prijzen op de 100 meter hardlopen. 

In 1932 trouwden Piet Beijen en Geertje Oskam. Ook daarna bleef Piet Beijen lid van THOR, en hij fungeerde ondanks de afstand zelfs als voorzitter. Later werd hij benoemd tot ere-voorzitter. In Den Haag volgde hij naast zijn werk de Academie voor Lichamelijke Opvoeding. Er was echter geen baan als gymnastiekleraar beschikbaar. Wel was hij trainer van verschillende atletiekverenigingen, waaronder Vires et Celeritas uit Gouda. Zelf bleef hij ook aan sport doen, onder andere aan handbal. Met Olympia werd hij kampioen van Nederland. 

## Volleybalbestuurder
Via de bevrijders uit Canada en andere landen maakte Nederland na de oorlog kennis met het volleybal. Piet Beijen ging zich als een van de eersten bezighouden met de organisatie. Samen met anderen richtte hij in januari 1947 de landelijke volleybalcommissie op. Die commissie werd later dat jaar omgezet in de Nederlandse Volleybalbond (NeVoBo). Tot 1963 bleef Piet Beijen lid van het hoofdbestuur, onder andere als vicevoorzitter.

## Docent bij het CIOS
In 1948 werd in Overveen het Centraal Instituut Opleiding Sportleiders (CIOS) opgericht. Piet Beijen, wiens didactische kwaliteiten in de Nederlandse sportwereld goed bekend waren, was een van de eerste zes docenten. Hij nam onder andere het onderdeel atletiek voor zijn rekening. Later werd Piet Beijen waarnemend directeur van het CIOS. Hij ging in 1966 met pensioen. 

## Ten slotte
Piet Beijen overleed in 1977. Hij werd, net als twee jaar later zijn vrouw, gecremeerd in Driehuis-Westerveld. Ter nagedachtenis aan hen staat er wel een grafsteen op de begraafplaats achter de hervormde kerk in Benschop.